# 湯原温泉 猫鼻の湯
湯原温泉 猫鼻の湯（ゆはらおんせん ねこはなのゆ）は、長野県北安曇郡小谷村にある温泉である。

## 沿革
2013年（平成25年）に摂氏54度の温泉が湧出したのを機に2014年（平成26年）5月に日帰りの湯治場としてオープンした。2020年（令和2年）12月28日に温泉施設が湯舟を残し全焼したものの、地元民や来客者の支援を受け、2021年（令和3年）4月にリニューアルオープンした。

## 泉質
- ナトリウム・マグネシウム・カルシウムー炭酸水素塩泉・塩化物温泉（中性低張性高温泉）[2]
- 泉温 - 54.7℃前後[3]
- 状態 - 動力揚湯[3]
- 湧出量 - 毎分105リットル[3]

神経痛、筋肉痛、関節痛、慢性消化器病、火傷、慢性皮膚病などに効能がある（いずれも効能はその効果を万人に保証するものではない）。
飲泉も可能である。

## 温泉地
国道148号の湯原トンネル付近の旧道を下った先の、急峻な姫川渓谷に囲まれた小高い河川敷に設置された手作り感がある小屋が温泉施設である。温泉は地下から掘り出した完全掛け流しのお湯である。浴槽からは姫川渓谷のダイナミックな景色が眺望出来る。夏季は虫除けの蚊帳が張られている。
宿泊施設は設けられていないが、簡易仮眠所、テントサイト、キャンピングカーにて宿泊可能である。

## 営業
営業時間は10時から18時まで、定休日は不定休、冬季営業は積雪状況による。
料金は貯金箱に入れる仕組みである。

## 交通アクセス
- JR西日本大糸線北小谷駅下車、村営バス北小谷線にて約4分、「湯原」バス停にて下車[2]。
- 国道148号塩坂トンネルと湯原トンネルの中間あたりから旧道へ入る[2]。